# Fredrik Petersen
Fredrik Petersen (Ystad, 27 agosto 1983) è un ex pallamanista e allenatore di pallamano svedese.

## Palmarès
- Giochi olimpici

Londra 2012: argento.